# 图哈人
库苏古尔图哈人（Tuʰĥa Ulǝs，羅馬化：Köpsü-Höl Tıvaları），又称回纥乌梁海人（汉语拼音字母：Hobsgoliin Ûigûûr），常误译作“杜科哈人”，是一个生活在蒙古国库苏古尔省境内以饲养驯鹿为生的突厥语民族；蒙古人称之为察坦人或查唐人（喀尔喀（蒙古国）方言：[t͡sʰɑːtʰɑ̆n̠]），意指“饲养驯鹿的林中百姓”。
“图哈”（库苏古尔图哈：Туъһa；托贾图瓦：Ту(ъ)ха；俄语：Духа/Туха）是托贾图瓦及回纥乌梁海的共同自称及共同对图瓦的称呼，无法用于专指其中一部。本民族语言回纥乌梁海语与图瓦语相近，使用人数仅100-200人，为濒危语言。

## 参見
- 图瓦人
- 图法人
- 图巴拉尔人

## 备注
1. ↑  为一个辅音，发清软颚擦音，而非k音与h音连在一起。